# Percy Liza
Carlos Percy Liza Espinoza (Chimbote, Província do Santa, Região Áncash, Peru; 10 de maio de 2000) é um futebolista peruano. Joga como atacante e sua equipa actual é o Sporting Cristal da Une 1 de Peru.
Nascido e criado na cidade de Chimbote, aos 16 anos arraigou-se em Lima, onde o Sporting Cristal acedeu a disciplinarlo depois de seu translado à capital. Após uma rápida progressão através da Equipa de Reservas do Clube Sporting Cristal proclamando-se campeão do Torneio de Promoção em 2018, fez sua debut oficial com a primeira equipa aos 18 anos, em abril de 2019. Depois de ser propenso a lesões nos inícios de sua carreira, estabeleceu-se uma temporada mais na reserva atingindo o bicampeonato nesse ano. Ao ano seguinte estabeleceu-se como jogador fundamental para o clube obtendo seu primeiro título como profissional na temporada 2020, durante a que com o Sporting Cristal seria campeão do torneio. Seguiu uma temporada mais, na que Liza atingiu a ganhar o Torneio Apertura, Copa Bicentenario e proclamar-se-ia subcampeón do torneio.

## Infância e inícios

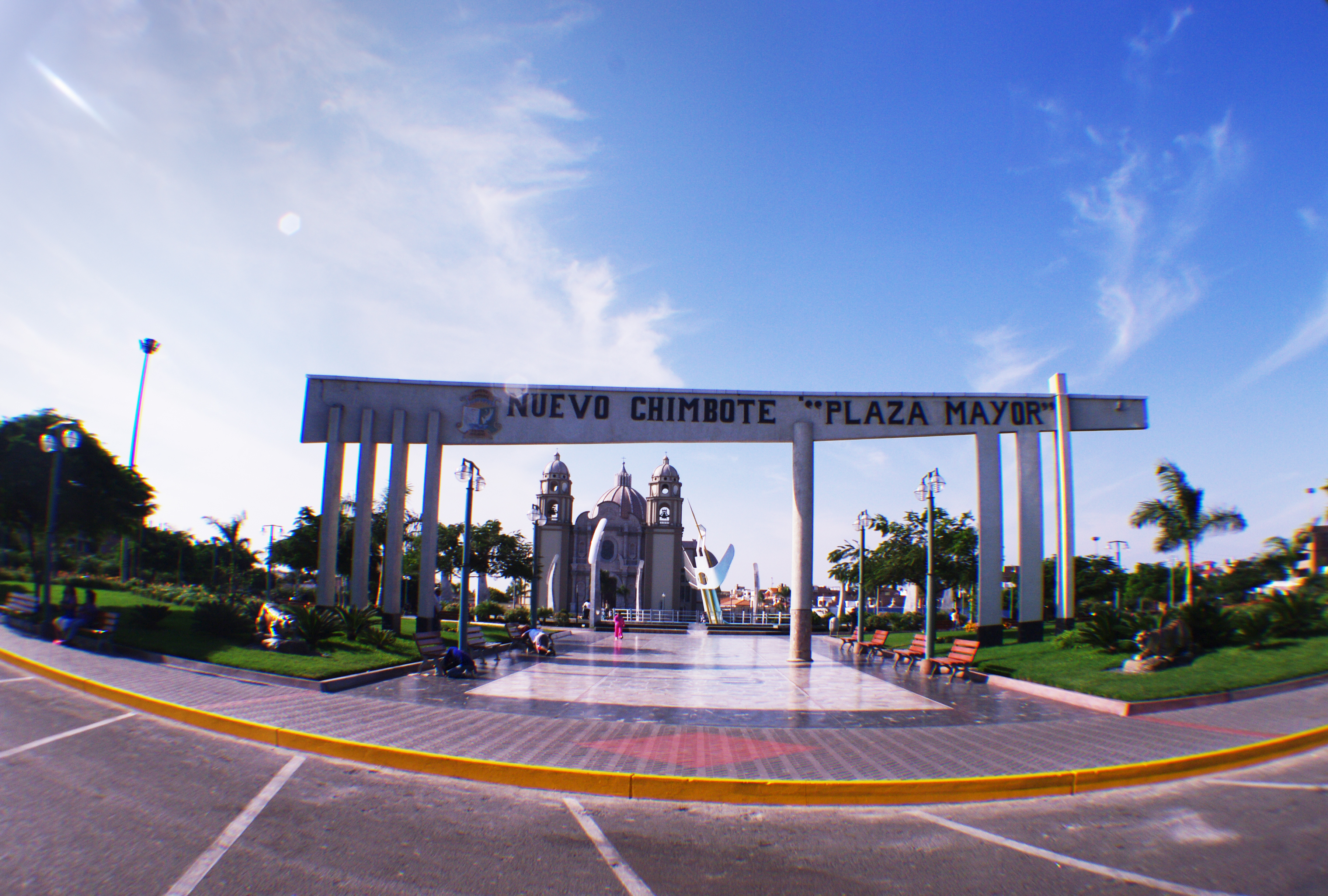
Chimbote (Ancash), cidade onde cresceu Percy Liza.

Carlos Percy Liza Espinoza nasceu em Chimbote, no departamento de Ancash. Percy crio-se numa família cristã e num lar de condições médias. Começou a destacar entre seus colegas da Escola de Futebol José Gálvez FBC, seu primeiro clube e onde trabalhava. Tinha como ídolos a Paolo Guerreiro e Karim Benzema. Em 2014, passar a fazer parte do Clube Desportivo José Olaya, esse mesmo ano contínuo sua carreira no Centro de Formação Chimbote. Liza passo a fazer parte da Academia SiderPerú em 2015. Ao ano seguinte, seguiria sua carreira juvenil na Universidade San Pedro até a seguinte temporada, depois de jogar pela Região Ancash num Torneio Regional disputando as etapas finais em Ponte Pedra. Em 2017, o área de scouting do elenco celeste realizou uma prova para fichar pelo Clube Sporting Cristal e passo a fazer parte do clube de Lima, a capital peruana, tendo que se mudar sozinho e afastar de sua família.
Uma vez finalizado o translado, começou seu novo periplo na disciplina do clube limeño a partir da temporada 2018. Na cantera dirigida por Pablo Zegarra atribuíram-lhe, junto ao resto de seus colegas —entre eles Jesús Castillo, Freddy Castro, Paulo Gallardo, Rafael Lutiger e Diego Soto—, psicólogos, tutores personalizados que lhe orientavam em seus estudos e médicos que observavam seu crescimento físico, o que contribuiu a sua formação como pessoa e futebolista. Percy Liza conseguiria o bicampeonato com a equipa de reservas (2018 e 2019) e seria um dos goleadores das canteras.

## Carreira em clubes

### Club Sporting Cristal

#### Debut e primeiros anos (2019-presente)
Seu grande desenvolvimento futebolístico acabou-lhe levando a jogar seus primeiros minutos com a primeira equipa o 30 de janeiro de 2019, num partido amistoso contra o Emelec, naquele tempo treinado por Ismael Rescalvo, no Estádio George Capwell. O 3 de fevereiro, foi convocado para jogar outro amistoso, desta vez contra a Academia Cantolao pelo Dia da Raça Celeste.
A inícios de abril Liza assinou seu primeiro contrato profissional com o clube para 2 anos. Claudio Vivas fazer debutar em partido oficial contra o Ayacucho FC, no Estádio Cidade de Cumaná o 6 de abril de 2019. Com dezoito anos, dez meses e vinte e seis dias, sendo um dos canteranos em debutar em Primeira Divisão. O 22 de maio debutó na Copa Sudamericana ante a União Espanhola; no entanto para o partido de volta foi separado por indisciplina. Marcou seu primeiro golo oficial ao Clube Universitário de Desportos, na sétima jornada do campeonato de Une o 20 de novembro de 2020. O 12 de dezembro, o Sporting Cristal jogou o partido de volta pelos Play-offs de une-a 1 contra o Ayacucho FC onde Liza anotou o último golo assegurando o passe de equipa à final. Leste foi, depois de jogar-se a final contra Universitário, o primeiro título da temporada que ganhou com a equipa celeste.
Durante o início do 2021, Liza renovou seu contrato com o clube celeste por duas temporadas. No entanto teve uma discreta participação pela Fase 1. O 6 de maio debutó na #Copa Libertadores ante Rentistas, partido no que sofreu uma lesão de joelhos. Depois de uma má participação até mediados de ano, Liza jogaria um de seus melhores partidos no início da Fase 2 anotando um golo de cabeça e fomentando um penal para sua equipa na vitória ante Cantolao por 4-2. O 27 de julho, Liza ganhou seu segundo título no futebol peruano, a Copa Bicentenario, após anotar dois golos na vitória de Cristal por 2-1 ante o Carlos A. Mannucci, com esta vitória classificar-se-ia à Supercopa Peruana 2022. O 23 de agosto, anotou um golo sobre o Cusco FC 4-1. O seguinte golo conseguiu-o o 27 de agosto, numa vitória por 1-0 sobre o FBC Melgar. Dias depois, o 17 de setiembre marcaria um golo na vitória sobre a Universidade Técnica de Cajamarca por 6-1. No seguinte partido anotaria um golo na derrota 1-3 em frente a Mannucci. Liza reapareceria com uma participação magistral, anotando e assistindo na vitória em frente a Binacional por 4-3. Percy Liza disputaria a final em frente ao Clube Aliança Lima onde obteve o subcampeonato com Cristal depois de perder com um resultado global por 1-0. Depois de uma boa temporada recebeu o prêmio ao Jogador Revelação e seria eleito no onze ideal de une-a 1, ademais foi elogiado por Paolo Guerreiro. Liza após terminar a temporada seu valor se quintuplico, sendo interesse de vários clubes e depois de estar de férias por Europa, foi directo a Bélgica para presenciar um partido do Anderlecht em Bruxelas em frente ao quadro do Zulte Waregem onde esteve ao lado de seu representante pelo que diversos meios desse país sustentaram que poderia ser uma aposta pelo quadro belga; seu compatriota, Andrés Mendoza, afirmou que o jogador deveria poder deixar seu clube, se adaptar e ficar em Europa, ademais mencionou que seu estilo de jogo faz que facilmente se adaptasse ao futebol belga.
Depois de especulações com o clube belga, Liza seguiria no clube limeño devido a isso se incorporou à pretemporada na Flórida.

## Perfil de jogador

### Estilo de jogo
Liza tem sido descrito por Roberto Mosquera como um "grande talento futebolístico". Seu talento e precoces actuações com Sporting Cristal em 2021 também o levaram a ser comparado com Kylian Mbappé nos meios. Um atacante versátil, Liza joga com frequência como extremo e é capaz de jogar em qualquer flanco, devido a sua habilidade com ambos pés. É capaz de cortar para o centro com seu pé direito mais forte desde a asa esquerda, e também é capaz de criar oportunidades e brindar assistências a seus colegas de equipa desde a direita devido a sua visão. Também é capaz de jogar no centro como atacante principal, devido a seu compostura, acabamento clínico e olho para o golo. Um jogador muito hábil, Liza também é conhecido por sua excelente capacidade de regate, bem como por sua explosiva aceleração, agilidad, rapidez de pés e criatividade quando está em posse da bola, como se demonstrou mediante o uso de fintas elaboradas, passos de salto ou mudanças repentinas de ritmo ou direcção para vencer aos oponentes em situações de um contra um. Apesar de sua figura alta e robusta, também é um jogador atlético, dotado de força física.
Um atacante criativo, hábil, rápido, ágil e prolífico, que é bom no ar e capaz de jogar sobre os ombros do último defensor, Liza tem sido um referente de imenso talento, forte e um potente rematador desde o interior do área com ambos pés, bem como com a cabeça, apesar de ser naturalmente diestro. Um atípico número 9, ainda que geralmente se despliega como atacante centro e pode operar como um atacante absoluto, Liza também é capaz de jogar em várias outras posições ofensivas, e se utilizou no asa, ou inclusive como criador de jogo por trás do atacante principal, já seja no papel número 10 como mediocampista ofensivo ou como atacante profundo. Além de seus golos, Liza é conhecido por sua disposição e habilidade para cair em posições mais profundas ou mais amplas, e já seja jogar com os mediocampistas ou usar sua força e habilidade técnica para sustentar a bola à portería para proporcionar ajuda aos colegas de equipa, cortesía de sua visão, criatividade, passes e olho para a pelota final; por seu estilo de jogo, tem sido descrito como um "ágil e veloz" nos meios.
Além de suas habilidades técnicas, Liza também é muito apreciado por seu excelente ritmo e controle próximo da bola ao pechinchar, bem como por seu excelente movimento, inteligência táctica e capacidade para vencer à linha defensiva fazendo carreiras de ataque ao espaço tanto em e fora da pelota. O futebolista Danilo Carando assinalo seu jogo por fora, bom um contra um e seu biotipo como bom, lhe revelando um grande futuro.

## Estatísticas
Atualizadas até 28 de novombre de 2021.
| Clube             | Temporada         | Campeonato nacional | Campeonato nacional | Campeonato nacional | Copa nacional[a] | Copa nacional[a] | Copa nacional[a] | Competições continentais[b] | Competições continentais[b] | Competições continentais[b] | Total | Total | Total   |
| Clube             | Temporada         | Jogos               | Gols                | Assist.             | Jogos            | Gols             | Assist.          | Jogos                       | Gols                        | Assist.                     | Jogos | Gols  | Assist. |
| ----------------- | ----------------- | ------------------- | ------------------- | ------------------- | ---------------- | ---------------- | ---------------- | --------------------------- | --------------------------- | --------------------------- | ----- | ----- | ------- |
| Sporting Cristal  | 2019              | 2                   | 0                   | 0                   | —                | —                | —                | 1                           | 0                           | 0                           | 3     | 0     | 0       |
| Sporting Cristal  | 2020              | 8                   | 2                   | 1                   | —                | —                | —                | —                           | —                           | —                           | 8     | 2     | 1       |
| Sporting Cristal  | 2021              | 23                  | 6                   | 5                   | 3                | 2                | 1                | 5                           | 0                           | 0                           | 31    | 8     | 6       |
| Sporting Cristal  | Total             | 33                  | 8                   | 6                   | 3                | 2                | 1                | 6                           | 0                           | 0                           | 42    | 10    | 7       |
| Total na carreira | Total na carreira | 33                  | 8                   | 6                   | 3                | 2                | 1                | 6                           | 0                           | 0                           | 42    | 10    | 7       |

- a. ^ Jogos da Copa Bicentenario (2021)
- b. ^ Jogos da Copa Sul-Americana (2019/21) y Copa Libertadores (2021).

## Títulos
Sporting Cristal
- Campeonato Peruano de Futebol: 2020

- Copa Bicentenario: 2021
- Torneo Apertura: 2021